# ОШ „Свети Сава” Бања Лука
ОШ „Свети Сава” једна је од основних школа у Бања Луци. Налази се у улици Ужичка бб. Име је добила по Светом Сави, српском принцу, монаху, игуману манастира Студенице, књижевнику, дипломати и првом архиепископу аутокефалне Српске православне цркве.

## Историјат
Основана је 1968. године, а са радом је почела школске 1968—1969. године. Од оснивања до 1993. године школа носи назив Драго Ланг по народном хероју, учеснику НОБ-а, а од 1993. године носи назив Свети Сава. Због великог броја ученика који се из године у годину повећавао, а премало простора, 2006. године дограђена је нова школа у којој су данас смештени ученици разредне наставе. У свом саставу има подручну петогодишњу школу на Павловцу.
Од 2006. године у школи ради стоматолошка амбуланта. Октобра 2013. године школа је регистрована као Јавна установа Основна школа „Свети Сава”. Током постојања број ученика и одељења се стално мењао. У школској 2019—2020. године у школи је било 1258 ученика распоређених у 52 одељења.

## Догађаји
Догађаји основне школе „Свети Сава”:
- Светосавска академија[3]
- Никољданска приредба[4]
- Кинеска Нова година[5]
- Дечија недеља[6]
- Дан српског јединства, слободе и националне заставе[7]
- Дан ученичких постигнућа[8]
- Дан полиције Републике Српске[9]
- Дан Републике Српске[10]
- Дан жена[11]
- Дан без аутомобила[12]
- Дани франкофоније[13]
- Европски дан језика[14]
- Светски дан вода[15]
- Међународни дан детета[16]
- Међународни дан превенције против вршњачког насиља[17]
- Међународни дан девојчица у информационо – комуникационим технологијама[18]
- Сајам књиге[19]
- Фестивал науке[20]
- Кочићев збор[21]
- Акција „Заштитимо децу у саобраћају”[22]